# Wehrheim
Wehrheim é um município da Alemanha, situado no distrito do Alto Taunus, no estado de Hesse. Tem 38,38 km² de área, e sua população em 2019 foi estimada em 9.400 habitantes.